# El Ensueño
 El Ensueño est une localité balnéaire uruguayenne située dans le département de Colonia.

## Localisation
Situé au sud du département de Colonia, El Ensueño se déploie à l'ouest de la station de Santa Ana, sur les rives du Río de la Plata. On y accède par un chemin vicinal, depuis le kilomètre 155 de la route 1.

## Population
La localité compte 19 habitants permanents d'après le recensement de 2011. Mais la population augmente en été, avec la saison touristique.
| 1996 | 2004 | 2011 |
| ---- | ---- | ---- |
| 27   | 3    | 19   |

## Source
- (es) Cet article est partiellement ou en totalité issu de l’article de Wikipédia en espagnol intitulé « El Ensueño » (voir la liste des auteurs).